# Municipio de Empire (Míchigan)
El municipio de Empire (en inglés: Empire Township) es un municipio ubicado en el condado de Leelanau en el estado estadounidense de Míchigan. En el año 2010 tenía una población de 1182 habitantes y una densidad poblacional de 10,66 personas por km².

## Geografía
El municipio de Empire se encuentra ubicado en las coordenadas 44°49′6″N 86°0′34″O / 44.81833, -86.00944. Según la Oficina del Censo de los Estados Unidos, el municipio tiene una superficie total de 110.83 km², de la cual 91,27 km² corresponden a tierra firme y (17,65 %) 19,56 km² es agua.

## Demografía
Según el censo de 2010, había 1182 personas residiendo en el municipio de Empire. La densidad de población era de 10,66 hab./km². De los 1182 habitantes, el municipio de Empire estaba compuesto por el 98,48 % blancos, el 0,68 % eran amerindios, el 0,17 % eran asiáticos, el 0,25 % eran de otras razas y el 0,42 % eran de una mezcla de razas. Del total de la población el 1,35 % eran hispanos o latinos de cualquier raza.